# ليندا كريد
ليندا كريد (بالإنجليزية: Linda Creed)‏ هي مغنية وكاتبة غنائية ومنتجة أسطوانات وشاعرة أمريكية، ولدت في 6 ديسمبر 1948 في فيلادلفيا في الولايات المتحدة، وتوفيت في 10 أبريل 1986 في أمبلر في الولايات المتحدة بسبب سرطان الثدي.

## وصلات خارجية
- ليندا كريد على موقع IMDb (الإنجليزية)
- ليندا كريد على موقع ميوزك برينز (الإنجليزية)
- ليندا كريد على موقع قاعدة بيانات برودواي على الإنترنت (الإنجليزية)
- ليندا كريد على موقع أول ميوزيك (الإنجليزية)
- ليندا كريد على موقع ديسكوغز (الإنجليزية)
- ليندا كريد على موقع ديسكوغز (الإنجليزية)